# Taille du pénis chez l'homme
Pour un article plus général, voir Pénis humain.
La taille du pénis chez l'homme varie chez un même individu et entre les individus. La longueur se mesure depuis l'angle formé par le pubis et la face supérieure du pénis, jusqu'au gland.
Selon la synthèse d'études publiée par BJU International : au repos, le pénis d'un homme adulte mesure en moyenne 9,16 cm de long et 9,31 cm de circonférence, tandis qu' en érection 13,12 cm de long et 11,6 cm de circonférence.
Une étude menée sur 1 661 hommes a donné que les deux tiers d'entre eux possédaient un pénis mesurant entre 11,7 et 15,2 cm, en prenant les valeurs extrêmes, 95 % en possédaient un allant de 9,7 à 17,3 cm, ces deux tailles pouvant être considérées comme les bornes des tailles sexuelles humaines. La circonférence du pénis, toujours en moyenne, passe de 9,31 cm au repos à 11,66 cm en érection.
Le micropénis est défini à l'âge adulte par une taille de pénis en érection inférieure à 7 cm. À la naissance, le pénis mesure 4 cm en moyenne[réf. nécessaire].
La plupart des hommes surestiment la longueur moyenne d'un pénis, cette croyance est en partie due à plusieurs études trompeuses souvent citées qui s'appuyaient sur des mesures autodéclarées, ces études souffraient d'un biais de sélection et d'un biais de désirabilité sociale. Ces croyances sont également influencées par l'accent mis sur le pénis à travers l'histoire en tant que symbole de la masculinité, les médias populaires, ainsi que la pornographie et la littérature érotique qui mettent généralement en avant des pénis avec des tailles au-dessus de la moyenne.

## Variabilité

Longueur pénienne - Veale David 2014 BJU International.

Circonférence pénienne - Veale David 2014 BJU International.

Distribution de la population en fonction de la taille du pénis selon l'étude menée par LifeStyles.

### Variabilité intra-individuelle
Chez un même individu, la taille du pénis est variable entre le repos et l'érection mais aussi entre deux situations différentes de repos.
L'excitation sexuelle favorise le passage de l'état de repos à l'érection, au cours duquel la taille du pénis augmente, aussi bien en longueur qu'en circonférence. Entre ces deux états extrêmes, le degré d'excitation conditionne la taille du pénis. Par ailleurs, la taille au repos ne préjuge pas de la taille en érection.
La taille au repos peut varier en fonction de certains facteurs comme une température basse ou l'anxiété qui favorisent la rétractation du pénis, par contraction involontaire des fibres musculaires lisses des corps caverneux, a contrario une température élevée, une érection récente ou une éjaculation récente favorisent une dilatation du pénis flaccide.

### Variabilité inter-individuelle
En décembre 2014, la revue d'urologie spécialisée BJU International (en) a publié une étude intitulée « Suis-je normal ? » (Am I normal?) basée sur vingt études englobant plus de 15 500 hommes dont le pénis avait été mesuré selon une procédure standardisée par des professionnels de santé. Selon l'étude, la longueur d'un pénis au repos est en moyenne de 9,16 cm, et de 13,24 cm si on l'étire au repos. En érection, sa longueur moyenne est 13,12 cm. La circonférence du pénis, toujours en moyenne, passe de 9,31 cm au repos à 11,66 cm en érection. Par ailleurs, il y a une « assez faible » corrélation entre la longueur du pénis en érection et la taille du sujet, selon les auteurs. D'autres corrélations physiques ont été avancées par la croyance populaire afin de deviner la taille du pénis. Cette dernière serait, par exemple, relative à la taille des pieds, des mains ou égale à la distance comprise entre les bouts du pouce et de l'index. En réalité, aucune étude n'est venue valider ces idées, qui semblent devoir être reléguées au rang des légendes urbaines. Seule l'obésité, notamment lorsqu'elle survient durant l'enfance, serait un indicateur physique sur la taille du pénis, qu'elle rendrait anormalement petit.

## Corrélation avec le groupe ethnique
Certaines croyances rapportent des différences de taille du pénis entre certains groupes ethniques. En Occident, la croyance dominante est que les Noirs africains auraient un sexe plus grand que la norme, tandis que les asiatiques auraient un sexe de taille inférieure à la norme. Cette croyance en un sexe supérieurement grand des Noirs est relayée par des articles sans fondement scientifique notamment publiés sur Internet. Bien que parfois initialement publiés par des chercheurs, ceux-ci sont controversés. La méthodologie de ces études est contestable car elles compilent des études universitaires avec des études déclaratives, or ces dernières sont faussées car elles se basent sur des déclarations d'hommes ayant mesuré eux-mêmes leur pénis, sans vérification par des scientifiques,, et il est constaté que lors de ces mesures les hommes ont tendance à surestimer la longueur de leur pénis.
Dans l'imaginaire occidental, l'hypersexualisation du corps noir date de la fin du XVIIIe siècle. Les études anthropométriques veulent démontrer que le Noir est proche des grands singes. L'homme noir est à la fois dévalorisé comme une race inférieure mais aussi considéré comme un être viril proche de l'animal, à la sexualité instinctive et luxuriante ; la taille de son sexe étant alors fantasmée et agrandie dans l'imaginaire collectif. Dans le but de démocratiser cette théorie, son corps est montré nu dans les zoos humains jusqu'au milieu du XXe siècle. Au XXIe siècle, ces théories se perpétuent par exemple par l'étude biaisée d'un chercheur britannique de l'université d'Ulster (Irlande), Richard Lynn — « connu pour ses idées eugénistes et racistes », selon Quentin Girard  de Libération.
Restée fixée dans les légendes urbaines, cette croyance est pourtant démentie scientifiquement à partir de la première moitié du XXe siècle. Ainsi, en 1942, Gustave Lefrou, médecin en chef de la 1re classe des troupes coloniales françaises, énonçait : « Les anciens auteurs ont toujours parlé d'une grandeur démesurée du pénis chez les Nègres. Cette opinion a été considérée ensuite comme erronée. » Une autre idée concernant le pénis des Noirs, y compris partagée par des savants, est que ce dernier serait « incapable d'une érection complète ». Une étude menée en Tanzanie sur deux cent cinquante-trois hommes a démontré que la taille moyenne du pénis étiré y était de 11 cm,. Une autre, menée au Nigéria, pays le plus peuplé d'Afrique, a trouvé une moyenne de 13,37 cm. La taille légendaire du pénis africain, fort différente de la réalité, tiendrait au fait que, « plus volumineux à l'état de flaccidité que chez les Européens, le pénis des Nègres l'est proportionnellement moins lors de l'érection ».
Au XXIe siècle, en occident, le corps noir suscite toujours une fascination sexuelle à travers sa virilité et sa puissance jugée exotique (il s'agit alors de négrophilie) et, à l'inverse, une répulsion sexuelle à travers sa brutalité et son animalité (il s'agit alors de négrophobie). Dans les deux cas, l'homme noir est réduit à l'état de bête sexuelle et est désindividualisé et fétichisé, la taille fantasmée de son sexe étant un facteur important ce phénomène. Ainsi, le préjugé suivant lequel les Noirs auraient un sexe nettement plus grand qu'il ne l'est en réalité est maintenu par l'industrie du cinéma pornographique, où de nombreux acteurs noirs recourent à la chirurgie plastique, à la pompe pénienne, voire aux prothèses, afin de montrer un sexe bien plus grand qu'initialement. Dans un même temps, la communauté masculine noire occidentalisée s'est approprié cette croyance et peut parfois l'instrumentaliser dans le but d'humilier les hommes n'étant pas d'origine africaine, les Noirs subissant à leur tour l'humiliation de décevoir les femmes convaincues par cette croyance et attirées par eux du fait de ce préjugé,,,.

## Perception sociale
La taille du pénis chez des hommes fait l'objet de nombreux fantasmes, dont le contenu varie selon le lieu et l'époque.
- Durant l'Antiquité, c'est la petite taille du pénis qui était valorisée, alors que dans la période actuelle c'est plutôt la grande taille qui se trouve être prisée. Pour les Grecs de l'Antiquité, un homme viril devait être doté d'un petit sexe[réf. nécessaire]. Ainsi, pour Aristote, un pénis trop long était signe de stérilité. Les travaux notamment de l'historien Thierry Eloi ont montré que durant la Rome antique la grosse taille d'un pénis était considérée comme à la fois une vulgarité sur le plan social et une disharmonie sur le plan esthétique[réf. nécessaire].
- Aujourd'hui encore, dans certaines tribus amérindiennes[réf. nécessaire], le statut social est dicté par la taille du sexe masculin, seuls les hommes ayant un petit pénis sont amenés à occuper les places les plus hautes de la structure sociale.
- Dans la société indienne, entre le VIe et le VIIe siècle, le Kamasutra définit différentes tailles génitales des hommes et des femmes. Il divise les hommes en trois classes selon la dimension de leur linga (pénis)[note 1], et de même les femmes en trois classes selon la dimension de leur yoni (vagin)[note 2]. Il y a, selon l'ouvrage, trois unions égales (entre classes qui se correspondent) et six inégales (qui ne se correspondent pas). Parmi les unions inégales, on distingue les hautes unions, les basses unions, la très haute union et la très basse union[note 3]. Le Kamasutra les classe ainsi : les unions égales sont les meilleures ; les très haute et très basse unions sont les pires ; les autres sont de moyenne qualité, et parmi celles-ci les hautes sont meilleures que les basses[27].
- Dans de nombreuses sociétés occidentales actuelles, lorsque la taille du pénis est inférieure à la moyenne, elle peut être source de difficultés psychologiques voire sociales, pouvant aller jusqu'à compromettre parfois la sexualité. En revanche, un pénis de taille supérieure à la moyenne pourrait être un facteur de difficulté pour les relations sexuelles, en entraînant des rapports plus douloureux ou difficiles[réf. nécessaire]. Certains hommes percevant leur pénis comme trop petit utilisent des accessoires ou des techniques chirurgicales pour tenter d'augmenter sa longueur ou son diamètre. Des études statistiques montrent cependant que la plupart des hommes recourant à ces méthodes ont un pénis de taille normale[8].

## Perception selon le sexe
À partir d'une enquête réalisée en 2006 sur Internet, Lever et al. montrent que 85 % des femmes sont satisfaites de la taille du pénis de leur partenaire, alors que seuls 55 % des hommes sont satisfaits de la taille de leur pénis. Dans une étude de 2001, seules 15 % des femmes déclarent que la taille du pénis en érection est importante, et elles estiment généralement que la circonférence du pénis en érection est plus importante que sa longueur.
Selon une étude (2014) faite en Chine : anatomiquement parlant et du point de vue histomorphologique, le point G, si on estime qu'il correspond bien à une zone neuro vasculaire spécifique où les nerfs et microvaisseaux sont les plus denses, n'est positionné qu'au tiers distal de la paroi vaginale antérieure. Si on estime qu'il est particulièrement stimulé par le gland du pénis, alors les pénis très longs n'ont pas plus de chance de l'atteindre que ceux de taille moyenne voire relativement petits. D'autres études ne trouvent pas de zone significativement plus innervée dans la paroi antérieure du vagin,, ou considèrent le point G comme un mythe, ou suggèrent plus de recherche à ce sujet.